# Eugen Schüfftan
Eugen Schüfftan (Breslau, 21 de julio de 1893-Nueva York, 6 de septiembre de 1977) fue un director de fotografía judío alemán.
Inventó el proceso Schüfftan, una técnica de efectos especiales que emplea espejos para insertar actores en conjuntos en miniatura. Uno de los primeros usos del proceso fue en Metrópolis (1927), dirigida por Fritz Lang. La técnica se utilizó ampliamente en toda la primera mitad del siglo XX hasta que fue suplantada por el mate móvil y las técnicas de pantalla azul.
En 1962 Schüfftan ganó el Premio de la Academia a la mejor fotografía en blanco y negro por su trabajo en la película The Hustler.

## Filmografía
| Año  | Película                                            | Director                                                     |
| ---- | --------------------------------------------------- | ------------------------------------------------------------ |
| 1924 | Los nibelungos: la muerte de Sigfrido               | Fritz Lang                                                   |
| 1927 | Metropolis                                          | Fritz Lang                                                   |
| 1927 | Napoléon                                            | Abel Gance                                                   |
| 1929 | Hacia el azul                                       | Eugen Schüfftan                                              |
| 1930 | Los hombres del domingo                             | Curt Siodmak, Robert Siodmak, Edgar G. Ulmer, Fred Zinnemann |
| 1930 | Farewell                                            | Robert Siodmak                                               |
| 1930 | The Stolen Face                                     | Philipp Lothar Mayring, Erich Schmidt                        |
| 1931 | The Street Song                                     | Lupu Pick                                                    |
| 1931 | The Scoundrel                                       | Eugen Schüfftan, Franz Wenzler                               |
| 1931 | My Wife, the Impostor                               | Kurt Gerron                                                  |
| 1931 | I'd Rather Have Cod Liver Oil                       | Max Ophüls                                                   |
| 1932 | Coeurs joyeux                                       | Hanns Schwarz, Max de Vaucorbeil                             |
| 1932 | Die Herrin von Atlantis                             | Georg Wilhelm Pabst                                          |
| 1932 | Zigeuner der Nacht                                  | Hanns Schwarz                                                |
| 1932 | La Atlántida                                        | Georg Wilhelm Pabst                                          |
| 1932 | Queen of Atlantis                                   | Georg Wilhelm Pabst                                          |
| 1932 | The Faceless Voice                                  | Leo Mittler                                                  |
| 1933 | The Oil Sharks                                      | Rudolf Katscher                                              |
| 1933 | De arriba a abajo (Du haut en bas)                  | Georg Wilhelm Pabst                                          |
| 1933 | El corredor de maratón (Läufer von Marathon)        | Ewald André Dupont                                           |
| 1933 | Invisible Opponent                                  | Rudolf Katscher                                              |
| 1934 | Le Scandale                                         | Marcel L'Herbier                                             |
| 1934 | Se acabó la crisis (The Crisis is Over)             | Robert Siodmak                                               |
| 1934 | Irish Hearts                                        | Brian Desmond Hurst                                          |
| 1935 | The Invader                                         | Adrian Brunel                                                |
| 1935 | Children of the Fog                                 | John Quin                                                    |
| 1935 | La tendre ennemie                                   | Max Ophüls                                                   |
| 1936 | The Robber Symphony                                 | Friedrich Feher                                              |
| 1936 | Komedie om geld (The trouble with money)            | Max Ophüls                                                   |
| 1936 | María de la O                                       | Francisco Elías                                              |
| 1937 | Bizarre, Bizarre                                    | Marcel Carné                                                 |
| 1937 | Yoshiwara                                           | Max Ophüls                                                   |
| 1938 | Le roman de Werther                                 | Max Ophüls                                                   |
| 1938 | Le Quai des brumes                                  | Marcel Carné                                                 |
| 1938 | Mollenard                                           | Robert Siodmak                                               |
| 1944 | It Happened Tomorrow (Sucedió mañana)               | René Clair                                                   |
| 1955 | Ulysses                                             | Mario Camerini                                               |
| 1959 | La tête contre les murs (La cabeza contra la pared) | Georges Franju                                               |
| 1960 | Les yeux sans visage                                | Georges Franju                                               |
| 1961 | The Hustler                                         | Robert Rossen                                                |
| 1961 | Something Wild                                      | Jack Garfein                                                 |
| 1964 | Lilith                                              | Robert Rossen                                                |

## Premios y distinciones
Premios Óscar
| Año  | Categoría                          | Película    | Resultado |
| ---- | ---------------------------------- | ----------- | --------- |
| 1962 | Mejor fotografía en blanco y negro | The Hustler | Ganador   |